# Kaptajn Bimse
Bernhard W. Bimse (Kaptajn Bimse) er hovedperson i den danske forfatter Bjarne Reuters børnebøger Kaptajn Bimse og Goggeletten (1992), Kaptajn Bimse og Kong Kylie (1996), Kaptajn Bimse i Saltimbocca (2002), Kaptajn Bimses jul (2003), Kaptajn Bimse i Ottomanien (2006) og Kaptajn Bimse og den forstenede skat (2012). I bøgerne er han luftkaptajn på den gule propelflyver Zanzibar, der bruger californiske rosiner som brændstof. Han beskrives som kraftig af bygning, skaldet og med et strittende, spidst overskæg. Af påklædning bærer han en brun skindjakke og brune skindbukser, en stram læderhjelm og sorte flyverbriller. På Annette Reuters illustrationer er han desuden iført stramtsiddende ternede sokker og store sko. Han er venlig og imødekommende, men altid lettere forvirret og med en tendens til at vrøvle eller falde i staver. Ikke desto mindre klarer han sig altid ud af kritiske situationer, typisk ved en kombination af held, højt humør og hjælp fra sine venner: pigen Anna, bamsen hr. Johnson og andenpiloten Goggeletten.

## Synopsis
I Bjarne Reuters bøger dukker Kaptajn Bimse op i pigen Annas drømme, når hun føler sig ensom eller spændt. Sammen med Annas bamse hr. Johnson og andenpiloten Goggeletten flyver de på eventyr i den gule flyvemaskine Zanzibar (på Annette Reuters illustrationer et enmotoret biplan omtrent magen til en Fokker C.V).

## Biografi

### Barndom
Der gives næsten ingen oplysninger om Kaptajn Bimses barndom i bøgerne. Ifølge ham selv er han født under himlen, men ifølge Goggeletten er han fra "Porsens land" (Odsherred):
| Citat                        | Kaptajnen siger selv, at han er født under himlen, men jeg tror, han kommer fra Porsens land. | Citat |
| Goggeletten om Kaptajn Bimse |                                                                                               |       |

### Ungdom
I Kaptajn Bimse og Kong Kylie fortæller Bimse, at han som ung pilot fløj med smør fra øst til vest i et californisk "Butter-fly".

### Kaptajn Bimse og Goggeletten
I Kaptajn Bimse og Goggeletten møder Bimse og hans andenpilot Goggeletten for første gang pigen Anna. Sammen flyver de til "Porsens land" for at hente Annas dukke Sorte Sophie, som er blevet glemt i familiens sommerhus. Undervejs besøger de den nærige Fedtegreve og møder den ensomme og sky Bøvernikkel, og Kaptajn Bimse fortæller, hvordan han i sin tid fandt Goggeletten liggende ensom og glemt i en dynge skrald på en mark.

### Kaptajn Bimse og Kong Kylie
Anna har fundet den lille Kong Kylie i sin oldemors gamle dukkehus i kælderen. Han er fra landet Langt Borte og savner sin søn. Anna lægger californiske rosiner i vindueskarmen i håb om at tilkalde Kaptajn Bimse, så de kan flyve ud og lede efter Kong Kylies søn. Planen lykkes, og Kaptajn Bimse, Anna, Kong Kylie, hr. Johnson og Goggeletten flyver til Sukkenes Dal i nærheden af landet Langt Borte og påbegynder en eftersøgning. Bimse afslører, at flyvemaskinen Zanzibar råder over en varmluftballon ved navn Nemesis IV til brug i nødstilfælde, og at han selv ud over at være pilot tillige er ballonskipper.

### Kaptajn Bimse i Saltimbocca
Andenpiloten Goggeletten er forsvundet sammen med flyvemaskinen Zanzibar. Kaptajn Bimse, Anna og hr. Johnson tager til Saltimboccas jungle i vandflyveren Kylotten, som Bimse har bygget af to optimistjoller, fem pakker havregryn, en telefon med nummerskive, tolv meter hæfteplaster og et klistermærke af Dronningen, i håb om at finde Goggeletten.

### Kaptajn Bimses jul
Kaptajn Bimse, Goggeletten, Anna, hr. Johnson, Bøverniklen og dukken Carmen don Camillo el Questa Morientes vengo de Madrid holder jul sammen med Fedtegreven på hans slot i Odsherred. Bimse fortæller, at han under et besøg i Zunguliland tryllede høvdingens kone om til en høne og 17 uerstattelige guldperlekæder om til snørebånd (i Kaptajn Bimse og den forstenede skat fortæller han en lignende historie). Han udfører et tryllenummer, der tryller Goggeletten, hr. Johnson og Anna op i slottets øverste tårnkammer. Senere tryller han ved et uheld Goggeletten, hr. Johnson og sig selv om til høns, men det lykkes Bøverniklen at forvandle dem tilbage ved at synge andet vers af julesalmen 'Dejlig er den himmel blå'.

### Kaptajn Bimse i Ottomanien
I Kaptajn Bimse i Ottomanien finder Bimse og Goggeletten Anna, da hun tilsyneladende er stået af toget på den forkerte station på vej til at besøge sin farfar. Sammen flyver de til landet Ottomanien, hvor Bimse er uønsket, efter han engang kom til at trække den røde tråd ud af det kejserlige silkeslot på kejserens fødselsdag med det resultat, at hele slottet faldt sammen. Af denne grund er Bimse i Ottomanien kendt under navnet "Bimseling den Grusomme". I Ottomanien lykkes det imidlertid Anna, Bimse, Goggeletten og hr. Johnson at formilde kejseren ved at kurere hans snøvlende tale, men da Bimses identitet bliver kendt, bliver han tvunget til at opsøge dragen Shen Fa Da King Ding Du La Da Da og trække dens visdomstand ud som straf for sit tidligere fejltrin. Tandudtrækningen lykkes, og efterfølgende bliver Bimse kendt som "Bimseling den Heltemodige". Senere vågner Anna og opdager, at hendes tog er standset ved den rigtige station.

### Kaptajn Bimse og den forstenede skat
Kaptajn Bimse og Goggeletten lander i Annas baghave en nytårsaften, mens Anna ligger syg. Anna trodser sine forældres påbud om at blive liggende i sengen og flyver med Bimse, Goggeletten og hr. Johnson til øen Ti Hiti for at finde en skjult skat ved hjælp af et skattekort, som Bimse og Goggeletten har modtaget fra øen i form af en papirflyver.